# Wescley Gomes dos Santos
Wescley Gomes dos Santos, meglio noto come Wescley (Rio de Janeiro, 11 ottobre 1991), è un calciatore brasiliano, attaccante del São José.